# Nagy Balázs (történész)
Nagy Balázs (Budapest, 1962. július 20.) történész, habilitált egyetemi docens.

## Élete
1986-ban végzett az Eötvös Loránd Tudományegyetem történelem és levéltár szakán. 1987-től az ELTE Középkori Egyetemes Történeti Tanszéken kezdett dolgozni. 1992-ben megvédte egyetemi doktori dolgozatát (summa cum laude). Ezt 1995-ben az ELTE PhD disszertációként fogadta el, 2017-ben habilitált. Az ELTE Középkori Történeti Tanszékének tanszékvezetője. A Középkori és Kora Újkori Egyetemes Történeti doktori program vezetője.
1990-ben és 1992-ben Edinburgh-ban kutatott, majd 1992-1993-ban egy évet a Soros Alapítvány ösztöndíjával a Leuveni Katolikus Egyetemen töltött. 1993 óta közreműködik a Közép-európai Egyetem Középkortudományi Tanszékének munkájában. 1999-ben a Netherlands Institute for Advanced Study ösztöndíjasa volt Hollandiában, Wassenaarban. 2001-ben a Torontói Egyetemen működő Centre for Russian and East European Studies és a Centre for Medieval Studies meghívására Kanadában dolgozott.
Előadásokat tartott többek között az Amerikai Egyesült Államokban, Belgiumban, Csehországban, Hollandiában, Kanadában, Kínában, Lengyelországban, Nagy Britanniában, Olaszországban és Romániában.

## Elismerései
- 2013 Mestertanár Aranyérem

## Művei
- 1994 Some remarks on the early medieval wine trade and wine consumption. In: Subacchi, Paola (szerk.): Recent doctoral research in economic history. Milan, 29-36.
- 2010 IV. Károly császár önéletrajza. Budapest.
- 2016 Borkereskedelem és borforgalom a középkori Nyugaton. Budapest.
- 2018 The Marketplace of Csütörtök – A Local Market in Fourteenth-Century Hungary. In: Mérai Dóra - Drosztmér Ágnes - Lyublyanovics Kyra - Rasson Judith - Papp Reed Zsuzsanna - Vadas András - Zatykó Csilla (szerk.): Genius loci - Laszlovszky 60. Budapest, 156-158.
- 2018 Városok – rezidenciák – uralkodói találkozók: középkori magyar városok, mint uralkodói találkozók helyszínei az Árpád- és Anjou-korban. In: Cluj–Kolozsvár–Klausenburg 700. Várostörténeti tanulmányok. Kolozsvár, 175-179.
- 2018 Hungarian Medieval Economic History: Sources, Research and Methodology. In: Laszlovszky József - Nagy Balázs - Szabó Péter - Vadas András (szerk.): The Economy of Medieval Hungary. Leiden, 1-36.
- 2018 Foreign Trade of Medieval Hungary. In: Laszlovszky-Nagy-Szabó-Vadas. Leiden, 473-490.
- 2019 Reflected in a Distorted Mirror: Trade Contacts of Medieval East Central Europe in Recent Historiography. In: Nagy Balázs - Schmieder Felicitas - Vadas András (szerk.): The Medieval Networks in East Central Europe: Commerce, Contacts, Communication. New York, 277-286.
- 2020 Új régészeti eredmények a muhi csata kutatásában. Határtalan Régészet 5/1. (tsz.)
- 2021 New Results on the Mongol Invasion of Hungary and its Eurasian Context. Annual of Medieval Studies at CEU 27, 271-282. (tsz.)